# Christopher Ryan
Christopher Ryan (* 25. Januar 1950 in Bayswater, London als Christopher Papazoglou) ist ein britischer Schauspieler. Im deutschsprachigen Raum ist er vor allem durch die Rolle des Marshall Turtle in der britischen Sitcom Absolutely Fabulous bekannt.

## Leben
Ryan wurde im Londoner Stadtteil Bayswater geboren und ging für seine Schauspielkarriere an die East 15 Acting School, wo er 1968 bis 1971 ausgebildet wurde. Seine professionelle Schauspielkarriere begann im Jahr 1971 am Glasgow Citizens Theatre. Er war das einzige Mitglied der Young Ones-Besetzung, das in britischen Comedykreisen noch nicht allzu bekannt war (andere Mitglieder waren u. a. Alexei Sayle und Rik Mayall). Er wurde in letzter Minute als Ersatz für die Rolle des Mike besetzt, für die eigentlich Peter Richardson geplant war.
1987 war er in der kurzlebigen BBC-Sitcom A Small Problem zu sehen. Er spielte Lucky in Samuel Becketts Warten auf Godot im Queen’s Theatre im Jahr 1991, zusammen mit den Young Ones-Kollegen Mayall und Edmondson. Später war er in der Rolle des Dave Hedgehog in Bottom zu sehen. Ryan trat auch in den Filmen wie Santa Claus: The Movie und Dirty Weekend auf. 
Große Bekanntheit im deutschen Sprachraum erlangte Ryan durch sein Mitwirken in Absolutely Fabulous, in der er als einer von Edinas Ex-Männer Marshall Turtle zwischen 1992 und 2012 regelmäßig Auftritte absolvierte. Außerdem hatte Ryan eine Episodenrolle in der britischen Sitcom Only Fools and Horses.
Neben einem Auftritt in Doctor Who in den Jahren 1986, 2008 und 2010, synchronisierte er 2006 die Rolle des Professor Percy für die Episode Schimpansen Ahoi! der amerikanischen Zeichentrickserie SpongeBob Schwammkopf.
Vom 17. Dezember 2013 bis zum 19. Januar 2014 trat Ryan als Baron Hardup im Stück Cinderella am Theatre Royal, Norwich auf.

## Filmografie (Auswahl)
- 1979 Angels (Fernsehserie, 3 Episoden)
- 1982–1984: The Young Ones (Fernsehserie, 12 Episoden)
- 1985: Inside Out (Fernsehserie, 3 Episoden)
- 1985: Santa Claus: The Movie
- 1986, 2008, 2010: Doctor Who (Fernsehserie, 7 Episoden)
- 1991–1995: Bottom (Fernsehserie, 5 Episoden)
- 1992–2012: Absolutely Fabulous (Fernsehserie, 11 Episoden)
- 1993: Dirty Weekend
- 1994: Requiem Apache (Fernsehfilm)
- 1995: Gegen die Brandung (Blue Juice)
- 1997: Melissa (Fernsehserie, 5 Episoden)
- 1997: Absolutely Fabulous: Absolutely Not!
- 2005–2009: The Green Green Grass (Fernsehserie, 3 Episoden)
- 2009: Dead Man Running
- 2012: City Slacker
- 2016: Absolutely Fabulous: Der Film (Absolutely Fabulous: The Movie)
- 2019: Sil and the Devil Seeds of Arodor (Fernsehfilm)